# OGAE Song Contest
L'OGAE Song Contest és un concurs en àudio en el qual tots els clubs nacionals OGAE poden participar amb una cançó original publicada en els 12 mesos anteriors als seus respectius països, interpretada en un dels idiomes oficials del país.
El concurs es va iniciar en 1986 i és una de les competicions més antigues d'OGAE, en què el club nacional OGAE guanyador serà l'organitzador de la competència l'any següent. A més dels països Europeus, també hi participa OGAE Rest of the World.
| Any  | Guanyador  | Cançó                         | Intèrpret(s)                         | Punts | Organitzador               | Nombre de participants |
| ---- | ---------- | ----------------------------- | ------------------------------------ | ----- | -------------------------- | ---------------------- |
| 1986 | Alemanya   | Stimmen in Wind               | Juliane Werding                      | 16    | Savonlinna                 | 5                      |
| 1987 | Israel     | Ba'ati Eleiha                 | Yardena Arazi                        | 83    | Savonlinna                 | 10                     |
| 1988 | Alemanya   | Explosion                     | Mary Roos                            | 83    | Cardiff                    | 10                     |
| 1989 | Noruega    | Hjem                          | Karoline Krüger y Anita Skorgan      | 93    | Berlín                     | 13                     |
| 1990 | Itàlia     | Vattene amore                 | Mietta y Amedeo Minghi               | 136   | Oslo                       | 18                     |
| 1991 | França     | Désenchantée                  | Mylène Farmer                        | 151   | Pisa                       | 17                     |
| 1992 | Portugal   | Se o dia nascesse             | Nucha                                | 115   | París                      | 16                     |
| 1993 | Itàlia     | La solitudine                 | Laura Pausini                        | 154   | Montargis                  | 20                     |
| 1994 | Grècia     | Ftes                          | Sabrina                              | 116   | Pisa                       | 19                     |
| 1995 | Espanya    | Cada vez                      | Paloma San Basilio                   | 144   | Atenes                     | 21                     |
| 1996 | Espanya    | Me quedaré solo               | Amistades Peligrosas                 | 159   | Las Palmas de Gran Canaria | 16                     |
| 1997 | Espanya    | Amor perdido                  | Marta Sánchez                        | 199   | Las Palmas de Gran Canaria | 22                     |
| 1998 | Polònia    | Im Wiecej Ciebie tym mniej    | Natalia Kukulska                     | 125   | Las Palmas de Gran Canaria | 16                     |
| 1999 | França     | Jardin de lumière             | Leyla Doriane                        | 169   | Atenes                     | 24                     |
| 2000 | Suècia     | Svarta änkan                  | Nanne                                | 168   | París                      | 26                     |
| 2001 | França     | Moi... Lolita                 | Alizée                               | 189   | Umeå                       | 24                     |
| 2002 | Regne Unit | What If                       | Kate Winslet                         | 126   | París                      | 25                     |
| 2003 | França     | Cassé                         | Nolwenn Leroy                        | 183   | Southampton                | 27                     |
| 2004 | Rússia     | Grezy                         | Varvara                              | 178   | Lió                        | 27                     |
| 2005 | Itàlia     | Da grande                     | Alexia                               | 164   | Moscou                     | 28                     |
| 2006 | Grècia     | Mambo                         | Elena Paparizou                      | 244   | Pisa                       | 30                     |
| 2007 | Espanya    | Qué no daría yo               | Rebeca                               | 179   | Atenes                     | 29                     |
| 2008 | Croàcia    | Ruža u kamenu                 | Franka Batelić                       | 164   | Saragossa                  | 27                     |
| 2009 | Regne Unit | Viva la Vida                  | Coldplay                             | 248   | Zagreb                     | 30                     |
| 2010 | Regne Unit | Heartbreak (Make Me A Dancer) | Freemasons feat. Sophie Ellis-Bextor | 228   | Londres                    | 27                     |
| 2011 | Regne Unit | Someone like You              | Adele                                | 189   | Londres                    | 26                     |
| 2012 | Itàlia     | Per sempre                    | Nina Zilli                           | 219   | Londres                    | 26                     |
| 2013 | Espanya    | Te despertaré                 | Pastora Soler                        | 237   | Bolonya                    | 30                     |
| 2014 | França     | Dernière danse                | Indila                               | 251   | Espanya                    | 26                     |
| 2015 | França     | Andalouse                     | Kendji Girac                         | 248   | França                     | 31                     |
| 2016 | Espanya    | Sofía                         | Álvaro Soler                         | 234   | França                     | 28                     |
| 2017 | Austràlia  | Fighting for Love             | Dami Im                              | 232   | Espanya                    | 28                     |
| 2018 | Regne Unit | Scared of the Dark            | Steps                                | 230   | Austràlia                  | 29                     |
| 2019 | Regne Unit | Someone You Loved             | Lewis Capaldi                        | 241   | Londres                    | 28                     |
| 2020 | Regne Unit | Physical                      | Dua Lipa                             | 213   | Edimburg                   | 28                     |

## Victòries per país

Països amb 6 victòries.
Països amb 4 victòries.
Països amb 2 victòries.
Països amb 1 victòria.

La següent graella arreplega la quantitat de victòries per país:
| Victòries | País       | Any(s)                                   |
| --------- | ---------- | ---------------------------------------- |
| 7         | Regne Unit | 2002, 2009, 2010, 2011, 2018, 2019, 2020 |
| 6         | França     | 1991, 1999, 2001, 2003, 2014, 2015       |
| 6         | Espanya    | 1995, 1996, 1997, 2007, 2013, 2016       |
| 4         | Itàlia     | 1990, 1993, 2005, 2012                   |
| 2         | Alemanya   | 1986, 1988                               |
| 2         | Grècia     | 1994, 2006                               |
| 1         | Austràlia  | 2017                                     |
| 1         | Croàcia    | 2008                                     |
| 1         | Rússia     | 2004                                     |
| 1         | Suècia     | 2000                                     |
| 1         | Polònia    | 1998                                     |
| 1         | Portugal   | 1992                                     |
| 1         | Noruega    | 1989                                     |
| 1         | Israel     | 1987                                     |